# 雨果·加斯頓
雨果·加斯頓（法語：Hugo Gaston，2000年9月26日—）是一名法國職業網球運動員。2018年，他和克莱芒·塔比尔搭檔獲得了澳洲網球公開賽男子雙打少年組的冠軍。在2020年法國網球公開賽時，他在第三輪戰勝了斯坦·瓦林卡。

## 外部連結
- 雨果·加斯頓（英文/西班牙文）的官方資料
- 雨果·加斯頓的官方资料